# Jawa 250/559
Jawa 250 typ 559 lidově zvaný panelka je motocykl, vyvinutý firmou Jawa, vyráběný v letech 1962–1974. Předchůdcem byl model Jawa 250/353 kývačka, od roku 1969 se vyráběl i model Jawa 250/592. Název panelka vznikl podle horní masky předního světla táhnoucí se až ke konci řídítek s oválným tachometrem místo kruhového u kývačky. Pro lepší zabezpečení byla ve spínací skříňce použita vložka FAB, jako u posledních kývaček. Zadní světlo nebylo plechové, ale z průsvitného červeného plastu.

## Motor
Motor měl výkon 14 koní oproti 12 koním u poslední verze předchůdce Jawa 250/353 díky novému pístu a válci s většími sacími kanály. Karburátor byl přímo upevněn na válec a sytič byl ovládán u rukojeti plynu. Kvůli vyššímu válci byla změněna výfuková kolena na vyšší a kratší. Klikový hřídel byl větší a u verze 250/559/02 byl nesen jedním kuličkovým ložiskem na každém čepu. U verze 250/559/04 byla provedena úprava bloků motoru a klikový hřídel byl nesen třemi kuličkovými ložisky, stejně jako u modelu 250/353. To znamená jedno ložisko na straně dynama a dvě ložiska na straně primárního převodu oddělená labyrintovým těsněním.

## Verze
- Jawa 250/559/02 – vyráběna do roku 1965
- Jawa 250/559/03 – supersport, údajně vyrobeno několik kusů v letech 1963–1964
- Jawa 250/559/04 – od roku 1964 do roku 1974
- Jawa 250/559/05 – slavný model s automatickou odstředivou spojkou, tzv. Automatic.

## Technické parametry
Podle modelového roku a možná i kus od kusu se mohou některé údaje lišit.
- Rám: svařovaný z čtyřhranných profilů
- Suchá hmotnost: 128 kg
- Pohotovostní hmotnost: 140 kg
- Maximální rychlost: 110 km/h
- Spotřeba paliva: 3,8 l/100 km